# Otakar Kunstovný

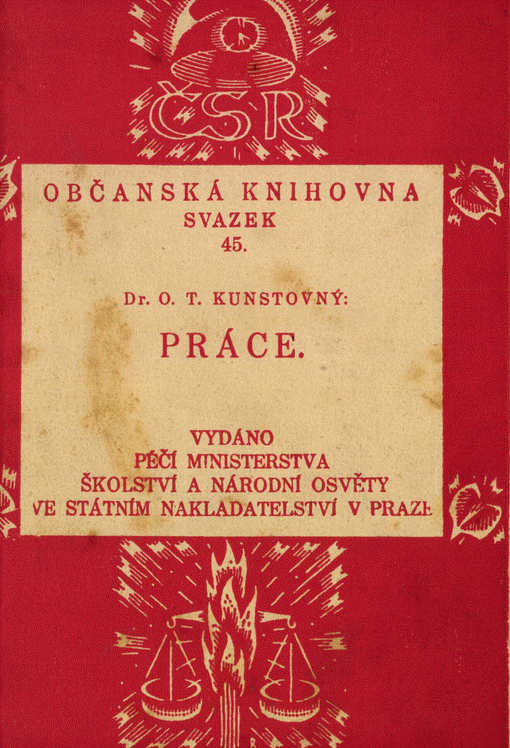
Otakar Kunstovný: Práce (Státní nakladatelství Praha, 1929)

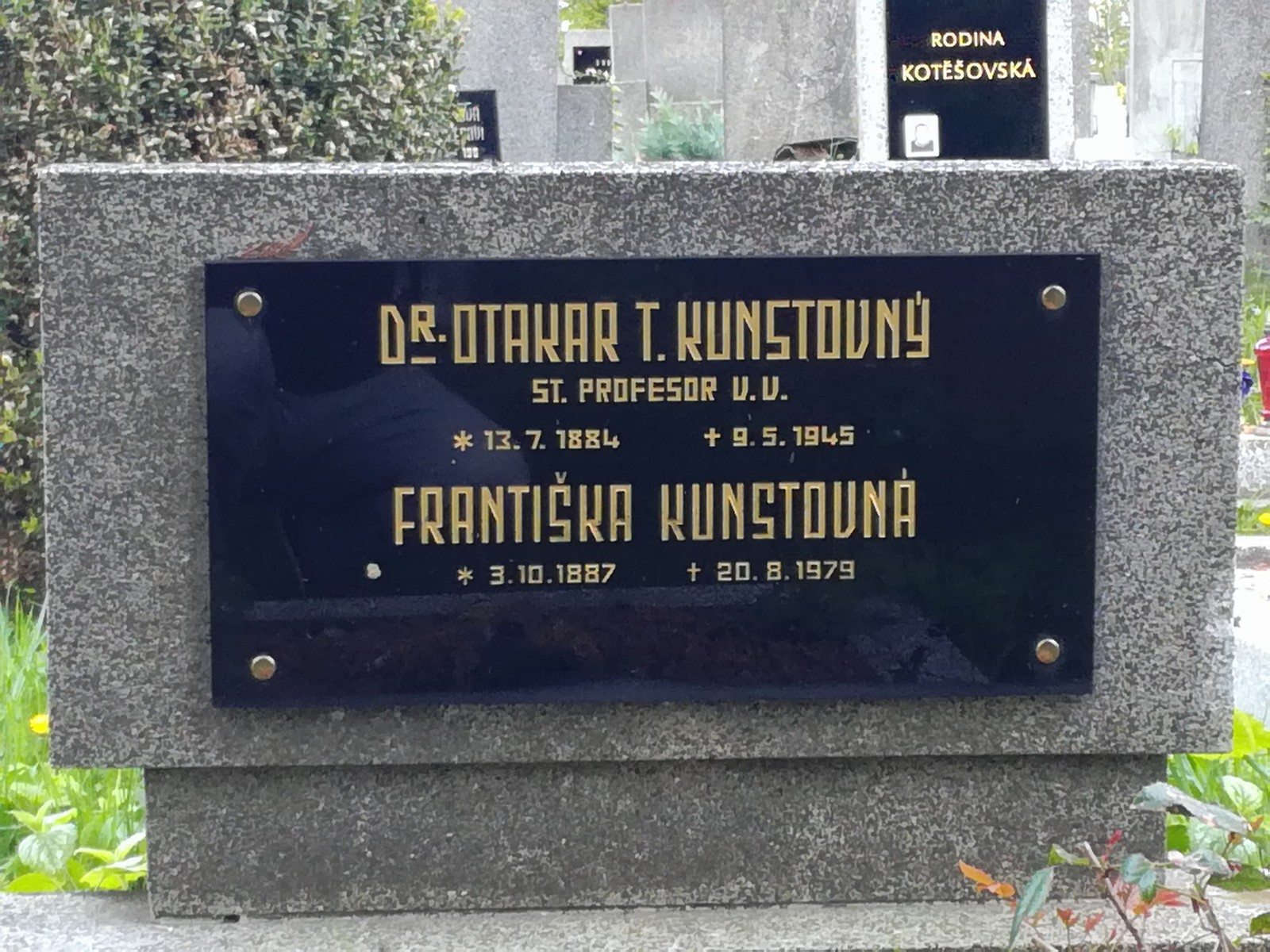
Náhrobek Otakara Kunstovného, Praha–Košíře

Otakar Kunstovný, též Otakar T. Kunstovný (13. července 1884, Jindřichův Hradec – 9. května 1945, Praha), byl český pedagog, překladatel z francouzštiny a němčiny, zabit za Pražského povstání.

## Život

### Mládí a rodina
Narodil se v rodině Václava Kunstovného, učitele na národní chlapecké škole v Jindřichově Hradci, a jeho manželky Karoliny, rozené Pavlečkové. Vystudoval jindřichohradecké gymnázium, kde maturoval v roce 1902. Na filozofické fakultě Karlovy univerzity studoval němčinu a francouzštinu. Dva semestry studoval ve Francii, na Faculté des lettres na pařížské Sorbonně. Univerzitní studia ukončil v roce 1907.
Jeho bratranci byli Arnošt Kvasnička (1898–1947, spolumajitel nakladatelství Kvasnička a Hampl) a architekt Vilém Kvasnička (1885–1969). Pedagog, divadelník a malíř Jan Křtitel Kunstovný (1854–1942) působící v Ústí nad Orlicí byl strýc Otakara Kunstovného i jeho bratranců Arnošta a Viléma.

### Pedagogická dráha
Jako profesor reálky v Táboře aktivně propagoval abstinenci. V roce 1910 se stal suplentem na reálce v Karlíně.
Již v roce 1911 přestoupil z římskokatolické církve ke starokatolické; byl aktivní v hnutí v české sekci antiklerikálního ateistického hnutí Volná myšlenka a přispíval do jeho stejnojmenného časopisu. S tímto hnutím se rozešel v roce 1926.
První světovou válku strávil v armádě, od roku 1920 přešel na reálné gymnázium na Žižkově.

### Rodinný život
S manželkou Františkou (které se také přezdívalo Vanda, za svobodna se jmenovala Teinitzerová, sestra Marie Hoppe-Teinitzerové) žil Otakar Kunstovný ve 30. letech 20. století v Košířích, ulici Václavka 309 (dnes Musílkova). Manželé Kunstovní vystoupili z církve roku 1919, měli děti Přemysla, Vandu a nejmladší Daruši (*1921).

### Násilná smrt
V roce 1941 byl předčasně penzionován a pracoval v úřadovně pražského magistrátu v Košířích. Dne 9. května 1945 měl být v úřadovně zadržen a při převádění na policejní stanici davem ubit a zastřelen.
Dobový tisk charakterizoval jeho smrt jako „…oběť revolučního kvasu…“; nekrolog hovořil o Kunstovném pozitivně a žádné podezření ze spolupráce s okupanty neuvedl. Otakar Štorch-Marien ve svých pamětech uvedl, že Kunstovný zaštítil svým jménem vydání knih Praha, kamenný sen (1940) a Praha v záři baroka (1941) rakouského spisovatele Ervina Weila (vyšlo pod krycím jménem Augustin Vojtěch, Erwin Weil zahynul v koncentračním táboře v roce 1942).

## Dílo

### Překlady
- Stvoření slunce (indiánská legenda, autor Bruno Traven; V Praze, Kruh, nedatováno)
- Mont-Oriol (autor Guy de Maupassant, ilustroval Ferdinand Bac; V Praze, Jos. R. Vilímek, 1912 a 1933)
- Štěstí v nás (autor Jean Finot; V Praze, Volná myšlenka československá, po r. 1918)
- I.N.R.I. (radostná zvěst ubohého hříšníka, autor Petr Kettenfeier Rosegger; Praha, Zmatlík a Palička, 1919]
- O Ježíši Nazaretském (rozpory v evangeliích, španělsky naps. N. Simón; Praha, Volná myšlenka čsl., 1920)
- Štěstí základem mravnosti (autor Jean Finot; V Praze, Volná myšlenka československá, 1920)
- Práce (autor Emile Zola; Praha, A. Kvasnička, 1921 a Státní nakladatelství Praha, 1923)
- Kultura lidství (ethická revue; V Pardubicích, Československá ethická společnost "Legie světla", 1922–1924)
- Neznámý host (autor Maurice Maeterlinck; V Praze, Volná myšlenka československá, 1922 Zobrazení exemplářů s možností jejich objednání
- Germinal (autor Emile Zola, ilustroval F. Horník; V Praze, Jos.R. Vilímek, 1923 a 1932, novodobé vydání Dobrovský, 2015)
- Dějiny umění, Díl I. Umění starověké, Díl II. Umění středověké, Díl III. Umění renaissanční, Díl V. Umění tvarů (autor Elie Faure; Praha, Aventinum, 1927–1928)
- Monsunová Asie, Část první, Všeobecný popis. Čína. Japonsko, Část druhá, Přední a Zadní Indie. Indické souostroví (autor Jules Sion; Praha, Aventinum, 1930–1931)
- Svobodní zednáři (autor Eugen Lennhoff, překlad z angličtiny; Praha, Aventinum, 1931; novodobé vydání Petrklíč, 1993)
- Překlady citátů uvedených v díle Vladimíra Hoppe (Přirozené a duchovní základy světa a života s úvodním článkem Nikolaje O. Losského; krátký nástin filosofie profesora V. Hoppe ; citáty přeložili Pavla Moudrá (anglické a německé), O. T. Kunstovný (francouzské); V Praze, Kruh přátel filosofie, Vladimíra Hoppe, Knihkupectví Miloše Procházky – distributor, 1933)
- Malá přítelkyně (román dvanáctileté, autor Ernst Lothar; V Praze, nakladatelství Kruh, 1937) Zobrazení exemplářů s možností jejich objednání
- Nosáčkova dobrodružství (Pinocchio) (Autor Carlo Lorenzi Collodi ilustrace J. Burjanek; V Červeném Kostelci, nakladatel Doležal, 1941, novodobé vydání pod tituleme Pinocchiova dobrodružství Dobrovský, 2016))

### Jazykovědné publikace a učebnice (vlastní díla)
- Rukověť francouzské výslovnosti a pravopisu (Dle nejlepš. pramenů i na zákl. vlast. pozorov. sestav. Otakar T. Kunstovný; Praha, Springer, 1906)
- O českém pravopise a jeho opravě (Praha : Děd. Komenského, 1914)
- Říhova Německá mluvnice a čítanka pro školy občanské, pro I., II. a III. tř. (Přeprac. Otakar T. Kunstovný; Praha, Unie, 1921–1922, 1923–1924)
- Učebnice jazyka francouzského pro školy občanské se zvláštním zřetelem k správné výslovnosti a potřebám denního hovoru (Díl první pro I. třídu; Čes. Budějovice, K. Ausobský, 1925)
- Francouzština pro každého (V Praze : Masarykův lidovýchovný ústav, 1932)
- Kurs těsnopisu podle soustavy Trnkovy (za součinnosti autora soustavy Bohumila Trnky sestavil Otakar T. Kunstovný; V Praze, První pražský spolek stenografů československých, 1938)

### Jiné (vlastní díla)
- Co jsme a co chceme? (zásady a cíle Volné myšlenky československé; Praha, Volná myšlenka československá, 1920)
- Narození, sňatek a pohřeb volného myslitele (připojeny vzorce proslovů a pojednání o osobních jménech; Praha, Volná myšlenka, 1920)
- Úvod do filosofie (každému srozumitelný výklad základních otázek filosofických; Praha, Volná myšlenka československá, 1922)
- Buďme dobří i šťastni! (Praha, Státní nakladatelství, 1923)
- Co má dělati volný myslitel? (nástin činnosti místních sdružení Volné Myšlenky a úkolů volného myslitele vůbec; Praha, Volná myšlenka československá, 1923)
- O elberfeldských koních (o koních, kteří počítali a mluvili; Praha, Sfinx, 1923)
- Náboženství dnešního člověka (Praha, Volná myšlenka československá, 1924) Zobrazení exemplářů s možností jejich objednání
- Na cestu životem (Kniha pro dospívající mládež; Praha, Ústředí odboru soc. péče Volné myšlenky čsl., 1925) Zobrazení exemplářů s možností jejich objednání
- Práce (V Praze, Státní nakladatelství, 1929)

Často přispíval do časopisu Volná myšlenka.

### Umělý jazyk serve
Filologické znalosti Kunstovného byly obdivuhodné, ovládal nejen němčinu, francouzštinu (ze kterých překládal), ale i italštinu, španělštinu, angličtinu, polštinu, ruštinu a hebrejštinu; měl i částečné znalosti japonštiny a maďarštiny. Tyto znalosti mu umožnily sestavení umělého jazyka serve. Vypracoval slovník a učebnice tohoto jazyka a přednášel o něm. Jazyk měl mít pouze 19 hlásek a měl se obejít bez mluvnice. Tisk o novém jazyce informoval v roce 1928.